# Pompoensoep

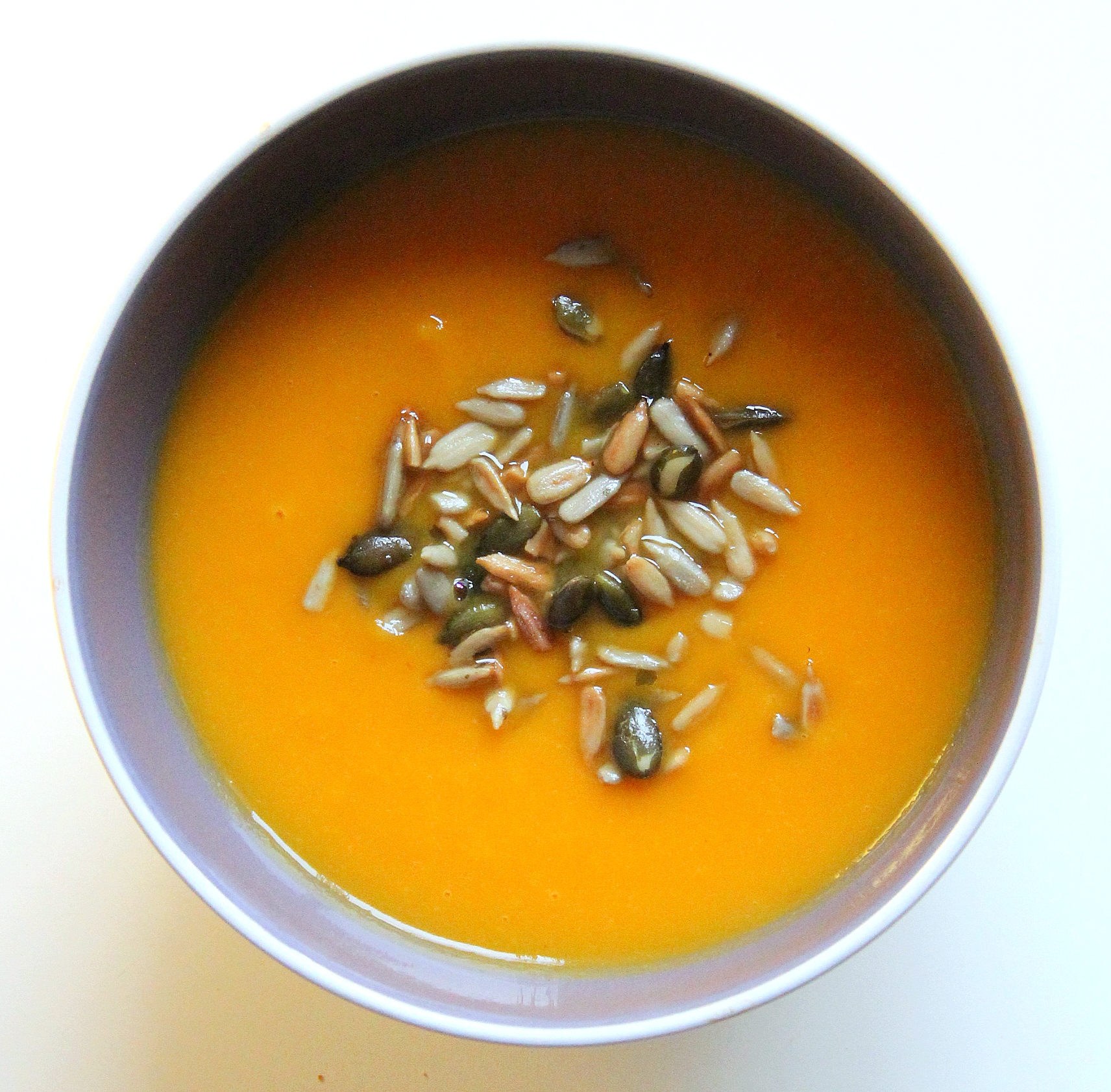
Pompoensoep met pitten

Pompoensoep is een soep op basis van het vruchtvlees van pompoenen en eventueel andere groenten zoals paprika's, aardappelen, wortels en ui. De soep wordt op smaak gebracht met kruiden en/of specerijen.
Alles wordt eerst samen gekookt en dan uiteindelijk gemixt. Deze soep is populair rond Halloween. Dan komen er veel pompoenen in de aanbieding.